# SN 1989Y
SN 1989Y – supernowa odkryta 26 sierpnia 1989 roku w galaktyce E287-G04. W momencie odkrycia miała maksymalną jasność 18,90m.